# Mönchstraße 14 (Stralsund)
Das Gebäude Mönchstraße 14 in Stralsund ist ein denkmalgeschütztes Bauwerk in der Mönchstraße.

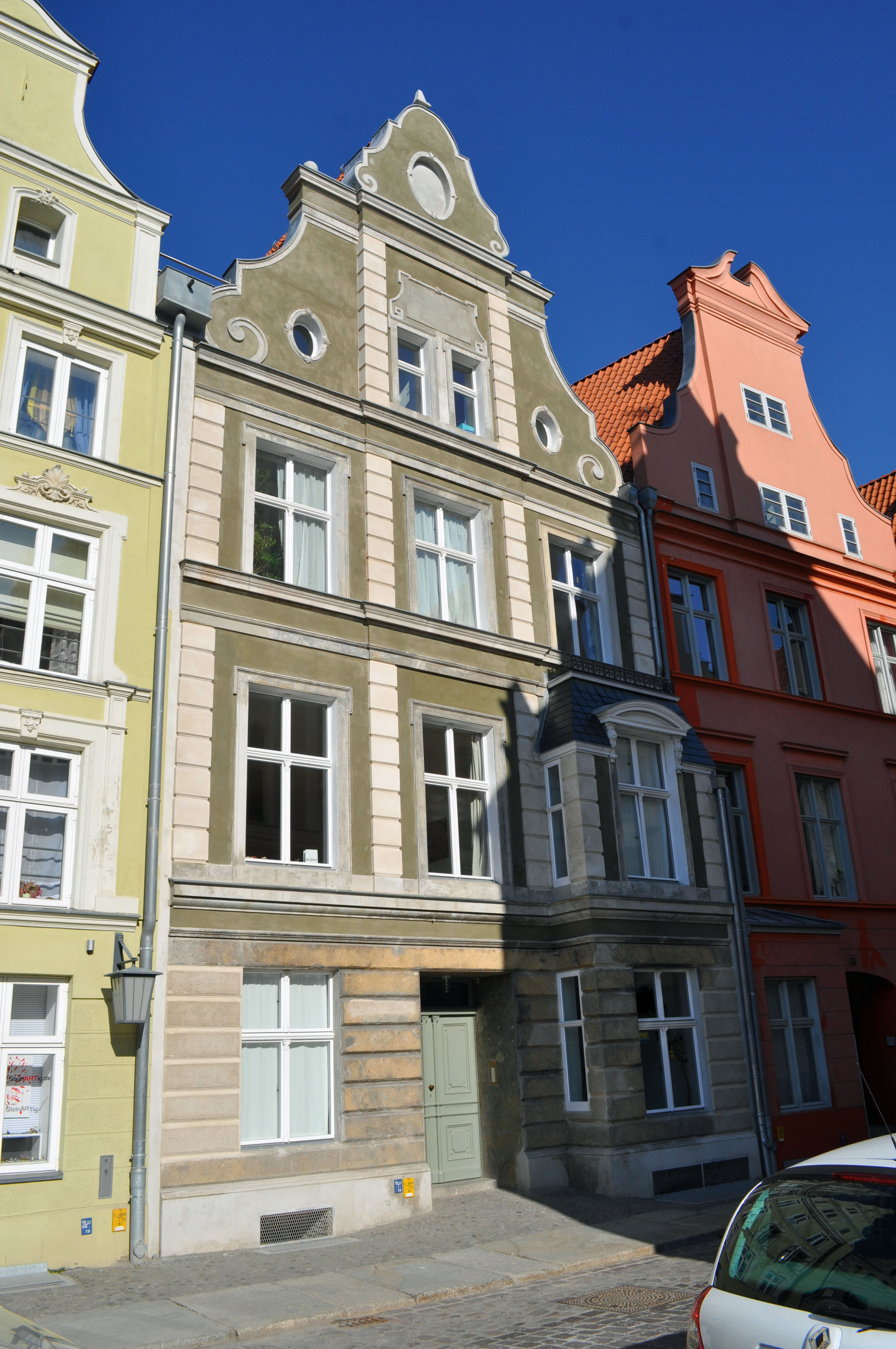
Haus Mönchstraße 14 in Stralsund (2012)

Das dreigeschossige, dreiachsige Giebelhaus ist im Kern mittelalterlichen Ursprungs. Es wurde 1696 und 1738 barock überformt, im Jahr 1879 wurde es neugotisch umgestaltet und zeigt seitdem kräftige Gurtgesimse und einen verzierten Volutengiebel. In der nördlichen Achse, neben dem mittigen Eingang, ist ein zweigeschossiger Anbau vorgelagert.
Das Haus im Kerngebiet des von der UNESCO als Weltkulturerbe anerkannten Stadtgebietes des Kulturgutes „Historische Altstädte Stralsund und Wismar“ ist in die Liste der Baudenkmale in Stralsund eingetragen.